# Shantel VanSanten
Shantel Yvonne VanSanten (Luverne (Minnesota), 25 juli 1985) is een Amerikaans actrice en model.
VanSanten groeide op in Texas en bezocht na haar schooldiploma de Texas Christian University. Gedurende deze periode begon ze haar carrière als model en was in 2005 voor het eerst te zien op televisie, als deelnemer van de realitysoap Sports Illustrated Swimsuit Model Search. Daarnaast nam ze acteerlessen en trad ze op in verscheidene lokale toneelstukken. Met behulp van haar modellenbureau deed ze auditie voor film- en televisierollen.
Na verschijningen in enkele B-films werd ze tegenover Mischa Barton gecast in You and I (2008). Haar grote doorbraak volgde in 2009, toen ze de vrouwelijke hoofdrol kreeg in de horrorfilm The Final Destination. Later dat jaar werd ze toegevoegd aan de cast van de dramaserie One Tree Hill, waarin ze het personage Quinn James vertolkt. Vanaf 2015, seizoen 2, speelt ze als Patty Spivot in de televisieserie The Flash en als Julie in Shooter.
In 2019 sprak ze het karakter 'Wraith' in, van het populaire battle-royalespel Apex Legends.

## Filmografie
- Biblioteca Nacional de España: XX5027827
- Bibliothèque nationale de France: cb16208861p (data)
- Gemeinsame Normdatei: 1061568814
- International Standard Name Identifier: 0000 0001 1507 2611
- Library of Congress Control Number: no2010004576
- Virtual International Authority File: 106862594
- WorldCat: E39PBJdWW3kWkX9tG9bw7C4KBP